# Голозяброві
Голозяброві (Nudibranchia) — ряд морських черевоногих молюсків з інфракласу задньозябрових (лат. Opisthobranchia). До особливостей будови належать відсутність як раковини, так і вираженої мантії. Їх вторинні шкірні зябра являють собою м'які незахищені вирости покровів різноманітної форми та розташовуються із боків або на спинній стороні тіла; У деяких видів зябра зовсім відсутні. Населяють переважно теплі моря та океани. Деякі види отруйні й мають яскраве забарвлення. Всі голозяброві молюски — гермафродити. Дуже перебірливі у харчуванні.